# 東台震旦介
東台震旦介（学名：Sinocythere dongtaiensis）为粗面介科震旦介屬下的一个种。